# ناجي مبارك
ناجي مبارك هو منافس ألعاب قوى كويتي، ولد في 27 مارس 1964.

## وصلات خارجية
- ناجي مبارك على موقع الاتحاد الدولي لألعاب القوى (الإنجليزية)
- ناجي مبارك على موقع أوليمبيديا (الإنجليزية)